# حصن الدامغ
حصن الدامغ أو حصن قصبة الدامغ ويقع في قمة جبل الدامغ في محافظة صعدة جنوب مديرية رازح، ويتبع حالياً عزلة الازد، ويرجع تاريخ الحصن إلى الفترة الأولى للحكم العثماني، وتجددت وتوسعت مرافقه خلال حكم الإمام يحيى بن حميد الدين.

## الوصف المعماري
تخطيط مبنى الحصن بشكل دائري، ويتكون من أربعة طوابق، قوام بنائه الاحجار المهذبة ويتبع الحصن عدد من مدافن الحبوب، وخزانات المياه عبارة عن برك مبنية بالاحجار والقضاض يعلوها عقود جميلة.